# Dòng họ Phan Huy
Dòng họ Phan Huy là một chi họ thuộc họ Phan ở Việt Nam, một trong những dòng họ giàu truyền thống văn chương và khoa bảng từ thế kỷ 18. Dòng họ này đã định cư 18 đời từ đầu thế kỷ 17 đến nay ở xã Thạch Châu, huyện Lộc Hà, tỉnh Hà Tĩnh (xưa là làng Thu Hoạch, tổng Canh Hoạch, huyện Thiên Lộc, phủ Đức Quang, trấn Nghệ An). Đến đời thứ 7 Phan Huy Cẩn, người đỗ Tiến sĩ đầu tiên của dòng họ Phan Huy thời Hậu Lê (1754), là người có công lớn trong việc xây dựng nhà thờ họ Phan Huy. Tiếp nối truyền thống là Phan Huy Ích con trai trưởng sinh năm 1750 nổi tiếng thông minh, năm 1771 đậu khoa thi Hương trường Nghệ, năm sau 1775 ông đậu chế khoa Đồng Tiến sĩ. Năm 1779, em trai ông là Phan Huy Ôn cũng đậu Tiến sĩ. Năm 1787, vua Lê chúa Trịnh sắp sụp đổ, Phan Huy Ích bỏ làm quan với nhà Hậu Lê và đã dời nhà từ làng Thu Hoạch ra làng Sài Sơn, trấn Sơn Tây. Tại đó hình thành nên chi họ Phan Huy ở Sài Sơn. Ở xứ Nghệ, dòng họ này đã được xem là một nhánh góp phần hình thành nên Hồng Sơn văn phái. Ở trấn Sơn Tây, hai dòng họ thông gia Phan Huy và Ngô Thì là những dòng họ nổi tiếng, đóng góp nhiều công lao trong lịch sử dân tộc Việt Nam.
Nhà thờ họ Phan Huy ở Thạch Châu được xây dựng vào năm 1779, gồm 3 toà Hạ, Trung và Thượng điện, cấu trúc theo kiểu chữ Tam (º), ngoảnh hướng Tây Nam, xung quanh có tường bao và một khuôn viên rộng có trồng các loại cây cảnh và cây ăn quả. Nhà Thượng điện cũng gồm 3 gian 4 vì kèo bằng gỗ lim lợp ngói âm dương trên có bàn thờ và di ảnh truyền thần của 2 ông Phan Huy Cẩn và Phan Huy Ích. Hiện nay nhà thờ Phan Huy đã được chính phủ cấp bằng chứng nhận di tích lịch sử văn hóa cấp quốc gia.

## Danh nhân mang họ Phan Huy
- Phan Huy Cẩn (1722 - 1789) - Bình Chương Đô đốc - Quốc sứ quán tổng tài (chi Hà Tĩnh)
- Phan Huy Ích (1751 – 1822) - nhà ngoại giao, nhà văn hóa (chi Hà Tĩnh)
- Phan Huy Ôn (1775 - 1807) - Hàn lâm thị giảng tước Mỹ Xuyên hầu (chi Hà Tĩnh)
- Phan Huy Thực (1778 - 1844) - Thượng thư bộ Lễ (chi Hà Tĩnh)
- Phan Huy Chú (1782 – 1840) - nhà bác học (chi Hà Tây)
- Phan Huy Vịnh (1800 - 1870) - Thượng thư bộ Lễ (chi Hà Tây)
- Phan Huy Tùng - Tiến sĩ (1913) (chi Hà Tĩnh)
- Phan Huy Quát (1911 - 1979) - Thủ tướng Việt Nam Cộng hòa (chi Hà Tĩnh)
- Phan Huy Lê (1934 - 2018) Giáo sư sử học (chi Hà Tĩnh)

## Các tác phẩm chính
- Lịch triều hiến chương loại chí
- Hoàng Việt dư địa chí
- Mai Phong du Tây thành dã lục
- Hoa thiều ngâm lục (tập thơ đi sứ Tàu)
- Bình định qui trang
- Hoa trình tục ngâm
- Lịch đại điển yếu thông luận
- Hải trình chí lược, hay còn gọi là Dương trình ký kiến (ghi chép những điều trông thấy lúc đi Batavia)
- Điều trần tứ sự tấu sở
- Như Thanh sứ trình (nhật ký ghi cuộc hành trình đi sứ năm 1841 từ Phú Xuân đến Yên Kinh) - Phạn Huy Vịnh
- Suối rắn, truyền thuyết dân gian - Phạn Huy Vịnh
- Đá Liễu Thăng, truyền thuyết dân gian - Phạn Huy Vịnh
- Giếng Thái tử, truyền thuyết dân gian - Phạn Huy Vịnh
- Đền thờ chiếc quan tài gỗ lim Mã Viện lấy ở Giao Châu, truyền thuyết dân gian - Phạn Huy Vịnh
- Nhân trình tuỳ bút, gồm 80 bài thơ làm khi đi sứ năm 1854 - Phạn Huy Vịnh
- Tỳ bà hành, một trong những tuyệt tác dịch thuật (thơ của Bạch Cư Dị) - Phạn Huy Vịnh
- Liệt truyện đăng khoa lục - Phan Huy Ôn
- Khoa bảng tiêu kỳ - Phan Huy Ôn
- Nghệ An tạp ký - Phan Huy Ôn
- Chỉ minh lập thành toán pháp - Phan Huy Khuông
- Đại Nam thực lục - Phan Huy Thực
- Sứ trình tạp vịnh - Phan Huy Thực
- Nhân ảnh vấn đáp - Phan Huy Thực
- Nhân nguyệt vấn đáp - Phan Huy Thực

## Di tích và thắng cảnh
- Nhà thờ họ Phan Huy  ở xã Thạch Châu: Di tích văn hóa thế kỷ 18.[1]